# Tour Dreyfus
La tour Dreyfus est une petite tour de télégraphe qui se trouve sur la pointe des Roches dans la commune de Kourou en Guyane.

## Étymologie

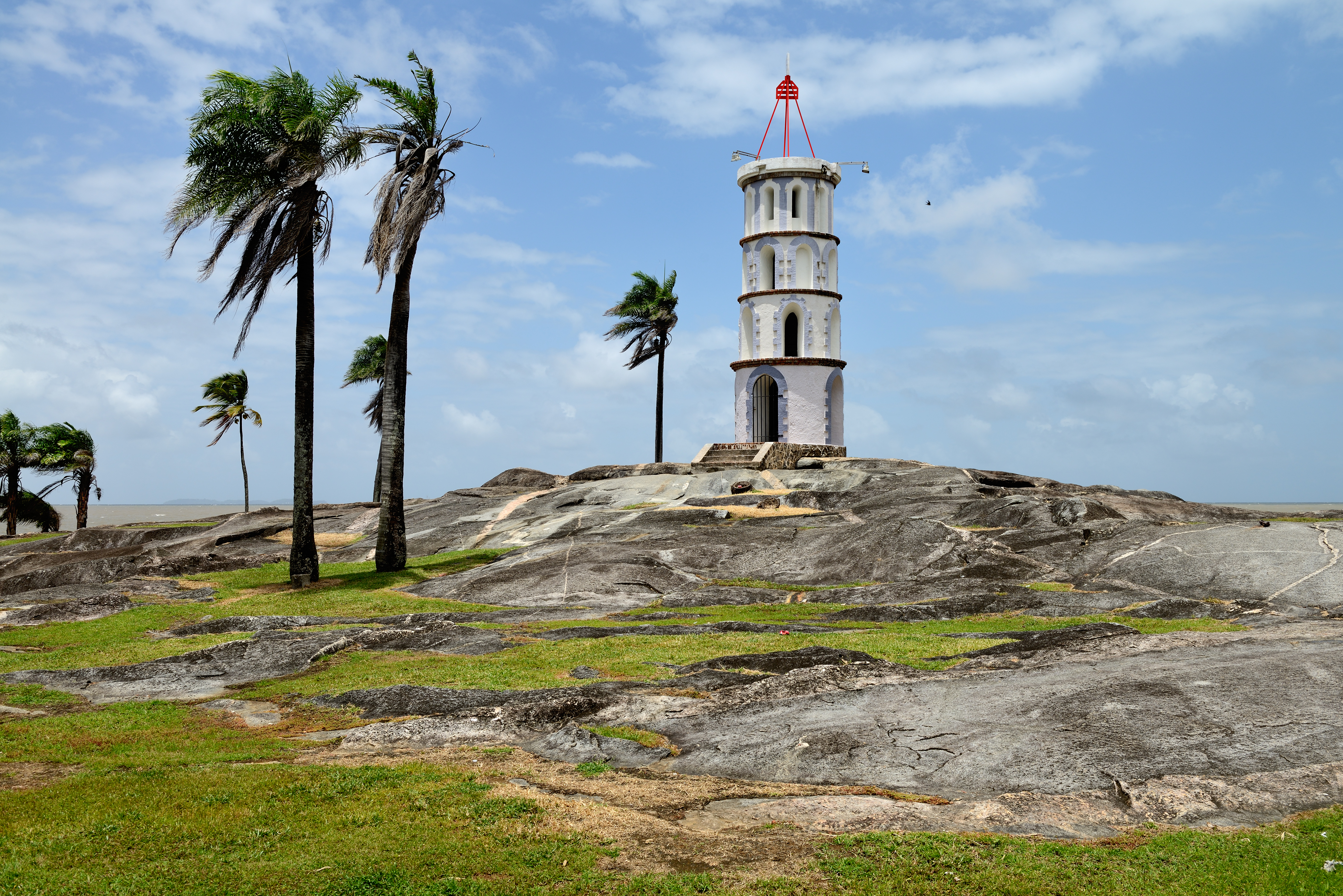
La tour Dreyfus à la Pointe des roches à Kourou en Guyane.

Le nom de la tour Dreyfus vient du nom de famille du plus célèbre pensionnaire du bagne de Guyane, Alfred Dreyfus.

## Histoire
L'ancien pénitencier de Kourou qui incluait cette tour fut inauguré au milieu du XIXe siècle, en 1856 ; c'était un pénitencier à vocation agricole. Cette petite tour est sur un promontoire face à la mer ; elle servait de sémaphore pour communiquer par signaux Chappe, avec la tour située sur l'île Royale (îles du Salut). Les bâtiments environnants ont été détruits au milieu du XXe siècle pour être remplacés par l'Hôtel des Roches, toujours en activité aujourd'hui.